# Itabatã
Itabatã (conhecido, mas não corretamente, como Itabatan) é um distrito do município de Mucuri, no estado da Bahia, no Brasil. Seu desenvolvimento é impulsionado pela fábrica de celulose (Suzano S.A.), além de várias empresas de diversas áreas, que vão da metalúrgica a alimentícia. Com pouca identidade local, muitos de seus habitantes provêm de outras partes do país.

## Topônimo
"Itabatã" é um termo de origem tupi: significa "lugar de pedras duras", através da junção de itá (pedra), aba (lugar) e atã (duro).

## Bairros
- Bela Vista
- Jardim dos Eucaliptos
- Jardim Maduereira
- São José Operário
- Planalto Verde
- Nova Era
- Cidade Alta
- Centro
- Gazinelândia
- Cidade Nova I
- Cidade Nova II
- Triângulo Leal
- Caribe I
- Caribe II

## Escolas
- Centro Educacional Casa do Estudante
- Centro Educacional Bem me quer
- Creche Municipal Criança Feliz
- Colégio Estadual Integração
- Escola Municipal de 1º e 2º Graus de Itabatã (Frei Ronaldo)
- Escola Municipal Edivaldo Machado Boaventura
- Escola Municipal Gustavo da Costa Machado
- Escola Municipal Antonio João Carletti
- Escola Municipal Castelo Encantado
- Escola Municipal Sítio do Pica-Pau amarelo
- Escola Municipal Deputada Ana Oliveira
- Centro Educacional Polegar
- Centro Educacional Aprendiz